# Eutymides

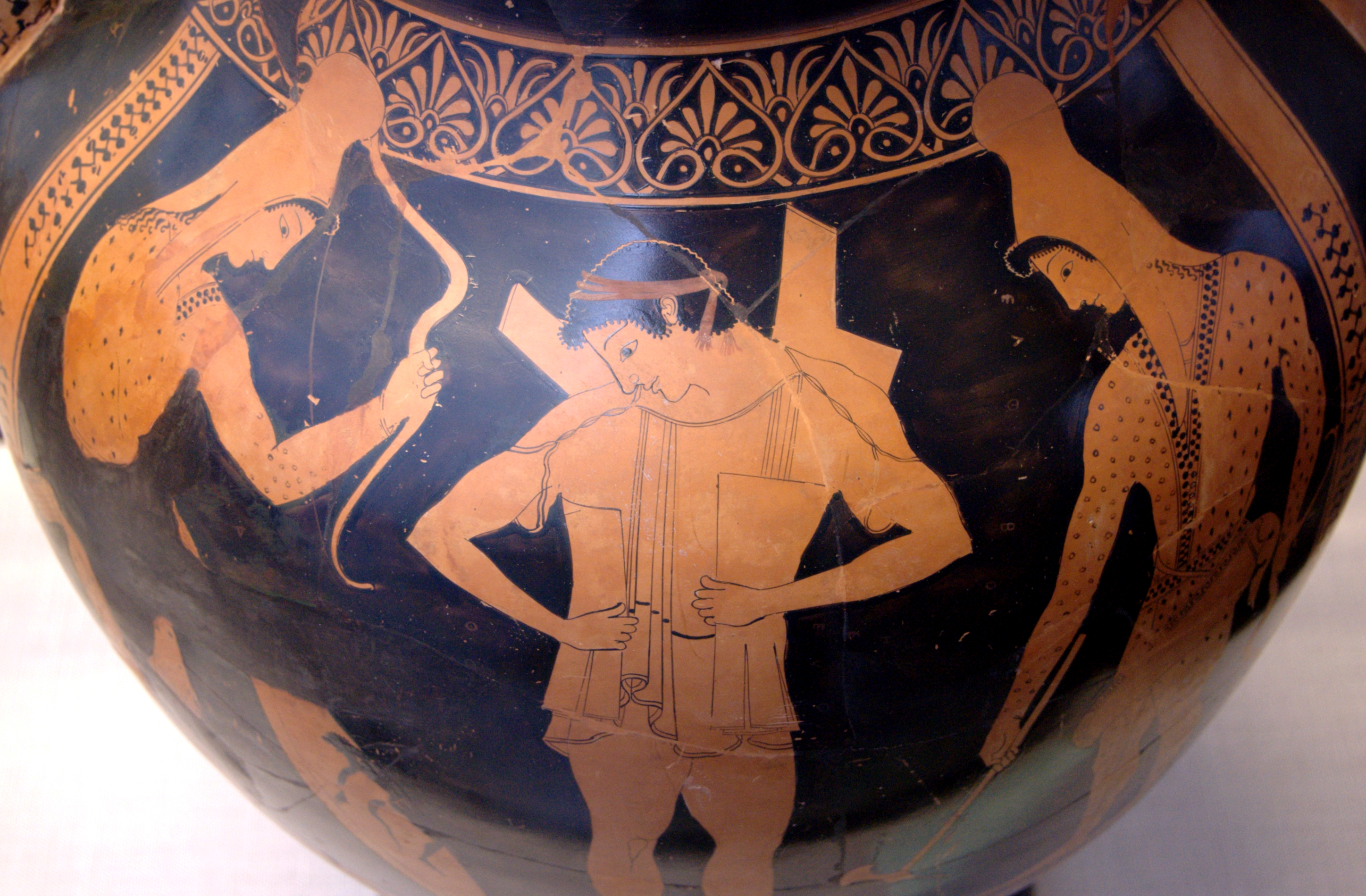
Hoplita wkładający zbroję pomiędzy dwoma wojownikami scytyjskimi – scena z amfory Eutymidesa (510–500 p.n.e.), Gliptoteka monachijska

Eutymides (gr. Εὐθυμίδης) – grecki malarz i garncarz działający w Attyce w okresie 520–505 p.n.e. lub 510–490 p.n.e., przedstawiciel stylu czerwonofigurowego surowego, sygnujący wykonywane przez siebie naczynia.

## Działalność
Był synem Poliosa i uczniem Andokidesa. Reprezentował kierunek podejmujący wielkie tematy religijne, przedstawione na wazach dużych rozmiarów. Kontynuując w tym zakresie tradycje stylu czarnofigurowego, przeciwstawiał się miniaturystycznemu stylowi szkoły Epikteta. 
Rywalizował z Eufroniosem, o czym świadczy inskrypcja na amforze przechowywanej w zbiorach monachijskich: „hos oudepote Euphronios” – „jak nigdy Eufronios” (w domyśle: nie wykonał tak dobrze). Jego kompozycje są prostsze niż Eufroniosa, lecz wyróżnia je doskonalszy rysunek. Jego twórczość charakteryzuje różnorodność tematyki, doskonałość rysunku i nowatorstwo perspektywy (ukazywanie postaci od tyłu i w 3/4). Jego malowidła mają charakter wzniosły, uroczysty i monumentalny, natomiast mniej jest w nich ruchu i dynamiki, choć nie brak śmiałych skrótów. W zakresie stylistyki twórczość jego kontynuował Fintias
Zachowało się siedem waz z jego imieniem („Eutymides, syn Poliosa”). Przypisuje mu się także, na podstawie analizy stylistycznej, pewną liczbę waz anonimowych, m.in. amforę z wizerunkiem młodzieńca opróżniającego amforę, pochodzącą z dawnych zbiorów Czartoryskich w Gołuchowie, obecnie w zbiorach Muzeum Narodowego w Warszawie.